# フルオレン
フルオレン (fluorene) は、有機化合物のひとつ。3環構造を持つ芳香族の炭化水素である。IUPAC名は 9H-フルオレンで、指示水素の位置を示して骨格を特定するために「9H-」が付与されている。
無色、無臭の固体で、可燃性である。紫外光を照射すると紫色の蛍光 (fluorescent) を示し、そのことが名称の由来となった。水には溶けず、ベンゼンやジエチルエーテルには溶ける。
コールタールに、高沸点の留分として含まれる。工業的にも合成される。トウモロコシの穂やエンジンの排気から検出される。
色素やプラスチック、殺虫剤の原料となる。フルオレノンやフルオレン-9-メタノールに直接変換される。
ポリ（フルオレン）は、有機エレクトロルミネッセンス (OLED) の発光剤として用いられる。フルオレンの共重合体は太陽電池として研究されている。